# فرانك وينتيرز (مدرب كرة سلة)
فرانك وينتيرز (بالإنجليزية: Frank Winters)‏ هو مدرب كرة سلة أمريكي، ولد في 31 مارس 1894 في فورت ماديسون في الولايات المتحدة، وتوفي في 29 يوليو 1980.